# یاماها آر-ام‌ای‌ایکس
یاماها آر-ام‌ای‌ایکس (به انگلیسی: Yamaha R-MAX) یک بالگرد ساختِ کارخانهٔ یاماها موتور در کشور ژاپن است.